# Keiichi Tahara
Pour les articles homonymes, voir Tahara.
 (mai 2022).
Keiichi Tahara (né le 20 août 1951 à Kyōto et mort le 6 juin 2017) est un photographe et concepteur de lumière japonais. 

## Biographie
Entre 1957 et 1969, Keiichi Tahara reçoit une éducation classique japonaise. À l'âge de douze ans, il va à la campagne avec son grand-père paternel Yoshitaro Miyagawa, un photographe professionnel qui lui apprend les techniques de photographie. C'est à partir de ce moment qu'il se passionne pour la lumière. En 1965, son grand-père lui offre son premier appareil photo, un Asahi Pentax, et c'est alors qu'il commence à faire des photos de paysages. Lorsqu'il finit ses études, Keiichi Tahara a déjà réalisé des courts métrages en noir et blanc de trois à dix minutes, des essais et des recherches diverses (achetés par une université américaine).
En 1969, il crée des œuvres utilisant la lumière, de même que des films et des diapositives dans un groupe musical nommé Red Buddha. Il quitte le groupe et rejoint un groupe de théâtre moderne qu'il suit à Paris lors d'une tournée de spectacles. C'est à la suite de ce voyage en France qu'il décide de faire de la photographie. En 1973, le groupe de théâtre décide de faire un tour de l'Europe, mais Tahara reste en France. Il s'installe à Paris, devient photographe indépendant et fait plusieurs expositions. Il commence sa série intitulée « Environnement ». Entre  1974 et 1980, il commence une série d'œuvres intitulée « Fenêtres ».  
En 1977, il gagne le Grand Prix des Jeunes Photographes à Arles en France. L'année suivante, il commence une autre série de portraits d'artistes et d'écrivains ainsi qu'une série qui s'intitule « Pièce ». Il gagne le prix de la Critique Photographique Kodak. Pendant quatre ans, il photographie l'architecture européenne de la fin du 19e et 20e siècles pour l'ouvrage Architecture de fin de siècle (6 volumes), publié au Japon. Il réalise également des portraits d'artistes pour la revue Ryuko-Tsushin et participe à des entretiens avec Michel Nuridsany. En 1979, il commence sa 5e série « Éclats » et en 1981, il réalise des photos du mode pour deux catalogues de Yohji Yamamoto. 
En 1984, Keiichi Tahara reçoit le Prix de la Société photographique Shinjin–sho et réalise des polaroids en noir et blanc de 20 x 25 pouces. Un an plus tard, il gagne les prix Kimura Ihei et Higashikawa au Japon, commence sa série « Écran » et continue en France son travail avec les polaroids. Entre 1985 et 1987, il réalise la série « Des tissus de Minagawa  Makiko » pour Issey Miyake. Pendant six ans, il travaille sur la série « Corps » et en 1987, il fait deux sculptures de lumière, une à Tokyo et l'autre à Hokkaido. Parallèlement, il commence sa série « Air » et, en 1988, il gagne le Prix Nicéphore Niepce et devient membre du jury au concours Lumières et Monuments.  
En 1989, il réalise sa série « Transparent », un court-métrage et une autre sculpture de lumière à Hokkaido. Il gagne le prix d'A.D.C au Japon. Par la suite, il réalise un film en Haute Définition avec NHK Japon sur le sens de la lumière (1990) et il fait sa 4e sculpture de lumière à Kagawa. L'année suivante, il commence la série « In Between » à Terragone, Espagne. En 1993, Keiichi Tahara reçoit le Grand Prix de la fondation franco-japonaise Château de Beychevelle et il est nommé chevalier des Arts et des Lettres. Dans les douves du château d'Angers, il construit sa première sculpture de lumière en France qui s'appelle « Combat du Dragon ». Il conçoit la « light-scape » ainsi que ses projets de la lumière, « Échos de Lumière » pour le Canal Saint-Martin, à Paris.  
Il gagne une nouvelle fois le Prix d'A.D.C en 1994. En 1995, il reçoit le Grand Prix de la Ville de Paris. Il réalise ensuite le film Cendres (32 min) avec des sociétés européennes par exemple France Telecom, la Maison Européenne de la Photographie et l'Institut national de l'Audiovisuel. L'année suivante, Keiichi Tahara, réalise un projet d'autel pour la nouvelle cathédrale d'Evry, France. En 1998, il installe une sculpture temporaire qui s'appelle « Triangle d'Eau » dans le cadre du festival international des jardins de Chaumont-sur-Loire. Il commence à imaginer la « light-scape » – « Vallée de la Chimie » pour lequel il sera lauréat à Lyon. En 2000, il crée la « light-scape » – « Échos de lumière », une commande de la Ville de Paris, puis il conçoit la « light-scape » – « As Portas de Tejo » sur le Pont du 25 avril à Lisbonne. Par la suite, il réalise deux sculptures de lumière, l'une, au Jardin d'Équinoxe, l'autre, au Jardin Nord du Mont Saint-Michel. Il fait paraître également deux livres, L'art baroque et Rome 2000. 
En 2001, deux sculptures permanentes sont installées, l'une, « Portal of Light » en Irlande et l'autre, « Jardin Niwa » en France. Il crée la « light-scape » temporaire  – « Four Dimensions of Light » à Tokyo. L'année suivante, une autre « light-scape » temporaire est créé – « Pont de Lumière » à Genève. Tahara participe au colloque – « Asia – Europe Workshop for Young Photographers » à Singapour. À Lille, il crée la sculpture de lumière temporaire « Portail de Lumière » en 2003. Il réalise également la « Light-Scape » temporaire – « Nuit Blanche » à Paris. Par la suite, il participe aux colloques – « Éclat de l'Obscur » à Celles-sur-Belle en France et « LuzBoa sur la lumière » à Lisbonne. 
En 2004, il a produit la « Light-Sculpture » permanente – « Empreintes de Lumière » à Nantes. Entre 2005 et 2007, il conçoit 5 « Light-Scape » (en 2005 – « Battersea Power Station » à Londres, « Green Plaza » à Pékin et « Ginza888 » à  Tokyo ; en 2006 – « Ode à la Méditerranée » à Marseille et en 2007 – « UFR sciences physiques » à Paris).

## Récompenses et distinctions
- 1978 : Prix Kodak de la critique photographique (2e Prix ex aequo);
- 1988 : Prix Niépce.

## Publications
- Transparence, photographie de Keiichi Tahara ; introduction de Felix Guattari, Montbéliard, Centre d'art contemporain, 1989.
- Visageite,  photographie de Keiichi Tahara ; introduction de Felix Guattari, PARCO, 1988.